# Championnats des Bermudes de cyclisme sur route
Les championnats des Bermudes de cyclisme sur route sont les championnats nationaux de cyclisme sur route organisés par la Fédération cycliste des Bermudes.

## Élites Hommes

### Podiums de la course en ligne
| Année | Vainqueur         | Deuxième         | Troisième           |
| ----- | ----------------- | ---------------- | ------------------- |
| 2004  | Wayne Scott       | Ricky Sousa Sr.  | Garth Thomson       |
| 2006  | Wayne Scott       | Garth Thomson    | Mark Hatherley      |
| 2007  | Tyler Butterfield | Garth Thomson    | Wayne Scott         |
| 2008  | Geri Bryan Mewett | Garth Thomson    | Mark Hatherley      |
| 2009  | Scott Williams    | Garth Thomson    | Mark Hatherley      |
| 2010  | Geri Bryan Mewett | Scott Williams   | Mark Lombardi       |
| 2011  | Darren Glasford   | Chris Faria      | Mark Hatherley      |
| 2012  | Dominique Mayho   | Ian Port         | Mark Hatherley      |
| 2013  | Dominique Mayho   | Shannon Lawrence | Darren Glasford     |
| 2014  | Shannon Lawrence  | Adam Harbutt     | Darren Glasford     |
| 2015  | Dominique Mayho   | Shannon Lawrence | Anthony Bartley     |
| 2016  | Dominique Mayho   | Mark Hatherley   | Anthony Bartley     |
| 2017, | Dominique Mayho   | Gary Raynor      | Che'quan Richardson |
| 2018  | Dominique Mayho   | Conor White      | Jamie Cousins       |
| 2019  | Dominique Mayho   | Conor White      | Kaden Hopkins       |
| 2020  | Tyler Smith       | Kaden Hopkins    | Conor White         |
| 2021  | Dominique Mayho   | Conor White      | Kaden Hopkins       |
| 2022  | Conor White       | Kaden Hopkins    | Alexander Pilgrim   |
| 2023  | Kaden Hopkins     | Conor White      | Nicholas Narraway   |
| 2024  | Kaden Hopkins     | Conor White      | Matt Boys           |
| 2025  | Conor White       | Kaden Hopkins    | Nicholas Narraway   |

Multi-titrés
- 8 : Dominique Mayho
- 2 : Kaden Hopkins, Wayne Scott, Conor White

### Podiums du contre-la-montre
| Année | Vainqueur            | Deuxième             | Troisième           |
| ----- | -------------------- | -------------------- | ------------------- |
| 2007  | Wayne Scott          | Kris Hedges          | Greg Hopkins        |
| 2008  | Garth Thomson        | Wayne Scott          | Grant Goudge        |
| 2009  | Garth Thomson        | Neil De Sainte Croix | Kent Richardson     |
| 2010  | Garth Thomson        | Neil De Sainte Croix | Shannon Lawrence    |
| 2011  | Neil De Sainte Croix | Darren Glasford      | Kent Richardson     |
| 2012  | Dominique Mayho      | Mark Hatherley       | Jonathan Herring    |
| 2013  | Shannon Lawrence     | Mark Hatherley       | Dominique Mayho     |
| 2014  | Shannon Lawrence     | Mark Hatherley       | Anthony Bartley     |
| 2015  | Shannon Lawrence     | Anthony Bartley      |                     |
| 2016  | Tyler Butterfield    | Darren Glasford      | Spencer Butterfield |
| 2017  | Dominique Mayho      | Anthony Bartley      | Tyler Butterfield   |
| 2018  | Conor White          | Dominique Mayho      |                     |
| 2019  | Kaden Hopkins        | Conor White          |                     |
| 2020  | Kaden Hopkins        | Conor White          | Tyler Smith         |
| 2021  | Kaden Hopkins        | Conor White          | Kris Hedges         |
| 2022  | Conor White          | Kaden Hopkins        | Liam Flannery       |
| 2023  | Kaden Hopkins        | Conor White          | Nicholas Narraway   |
| 2024  | Kaden Hopkins        | Conor White          | Nicholas Narraway   |
| 2025  | Nicholas Narraway    | Conor White          | Kaden Hopkins       |

Multi-titrés
- 5 : Kaden Hopkins
- 3 : Garth Thomson, Shannon Lawrence
- 2 : Dominique Mayho, Conor White

### Podiums du critérium
| Année | Vainqueur       | Deuxième        | Troisième         |
| ----- | --------------- | --------------- | ----------------- |
| 2016  | Dominique Mayho | Anthony Bartley | Geri Mewett       |
| 2017  | Dominique Mayho | Kwame Curling   | Adam Kirk         |
| 2018  | Darren Glasford | Adam Kirk       | Mark Hatherley    |
| 2019  | Dominique Mayho | Conor White     | Kaden Hopkins     |
| 2020  | Dominique Mayho | Kaden Hopkins   | Tyler Butterfield |
| 2022  | Nick Pilgrim    | Conor White     | Tyler Smith       |

Multi-titrés
- Dominique Mayho

## Élites Femmes

### Podiums de la course en ligne
| Année | Vainqueur                | Deuxième             | Troisième            |
| ----- | ------------------------ | -------------------- | -------------------- |
| 2004  | Lynn Patchett            | Julia Hawley         |                      |
| 2005  | Julia Hawley             | Lynn Patchett        |                      |
| 2006  | Julia Hawley             |                      |                      |
| 2007  | Deanna McMullen-Thompson | Lynn Patchett        | Ashley Robinson      |
| 2009  | Deanna McMullen-Thompson | Karen Bordage        | Nicole Mitchell (en) |
| 2010  | Sarah Bonnett            | Nicole Mitchell (en) | Karen Bordrage       |
| 2011  | Karen Bordage            | Stacy Babb           | Earlena Ingham       |
| 2012  | Nicole Mitchell (en)     | Kristyn Robinson     | Zoenique Williams    |
| 2013  | Karen Bordage            | Zoenique Williams    | Laurie Orchard       |
| 2014  | Nicole Mitchell (en)     | Wenda Roberts        | Zoey Roberts         |
| 2015  | Karen Bordage            | Zoenique Williams    | Gabriella Arnold     |
| 2016  | Karen Bordage            | Nicole Mitchell (en) | Karen Smith          |
| 2017, | Nicole Mitchell (en)     | Zoenique Williams    | Gabriella Arnold     |
| 2018  | Caitlin Conyers          | Nicole Mitchell (en) | Rose-Anna McShane    |
| 2019  | Caitlin Conyers          | Nicole Mitchell (en) | Ashley Cooper        |
| 2020  |                          |                      |                      |
| 2021  | Caitlin Conyers          | Nicole Mitchell (en) | Karen Smith          |
| 2022  | Caitlin Conyers          | Ashley Couper        | Karen Smith          |
| 2023  | Caitlin Conyers          | Liana Medeiros       | Panzy Olander        |
| 2024  | Gabriella Arnold         | Panzy Olander        | Liana Medeiros       |
| 2025  | Karen Bordage            | Karen Smith          | Panzy Olander        |

Multi-titrées
- 4 : Caitlin Conyers, Karen Bordage
- 3 : Nicole Mitchell (en)
- 2 : Julia Hawley, Deanna McMullen-Thompson

### Podiums du contre-la-montre
| Année | Vainqueur                | Deuxième              | Troisième             |
| ----- | ------------------------ | --------------------- | --------------------- |
| 2007  | Ashley Robinson          |                       |                       |
| 2008  | Deanna McMullen-Thompson | Karen Bordage         | Kim McMullen          |
| 2009  | Deanna McMullen-Thompson | Hayley Evans          |                       |
| 2010  | Deanna McMullen-Thompson | Nicole Mitchell (en)  |                       |
| 2011  | Karen Bordage            | Stacy Stabb           | Wenda Roberts         |
| 2012  | Nicole Mitchell (en)     | Kristyn Robinson      | Heather Roque         |
| 2013  | Nicole Mitchell (en)     | Karen Bordage         | Martina Olcheski-Bell |
| 2014  | Nicole Mitchell (en)     | Zoenique Williams     | Laurie Orchard        |
| 2015  | Karen Bordage            | Zoenique Williams     | Nicole Mitchell (en)  |
| 2016  | Karen Smith              | Nicole Mitchell (en)  | Ashley Estwanik       |
| 2017  | Ashley Estwanik          | Nicole Mitchell (en)  | Zoenique Williams     |
| 2018  | Caitlin Conyers          | Nicole Mitchell (en)  | Erica Hawley          |
| 2019  | Caitlin Conyers          | Nicole Mitchell (en)  |                       |
| 2020  | Caitlin Conyers          | Keesha Miller         |                       |
| 2021  | Nicole Mitchell (en)     | Martina Olcheski-Bell |                       |
| 2022  | Nicole Mitchell (en)     | Sarah Ryan            |                       |
| 2023  | Caitlin Conyers          | Liana Medeiros        | Panzy Olander         |
| 2024  | Liana Medeiros           | Panzy Olander         |                       |
| 2025  | Hannah Cannon            | Panzy Olander         | Mama Louw             |

Multi-titrées
- 5 : Nicole Mitchell (en)
- 3 : Deanna McMullen-Thompson, Caitlin Conyers
- 2 : Karen Bordage

### Podiums du critérium
| Année | Vainqueur            | Deuxième         | Troisième            |
| ----- | -------------------- | ---------------- | -------------------- |
| 2016  | Zoenique Williams    | Karen Smith      | Gabriella Arnold     |
| 2017  | Nicole Mitchell (en) | Gabriella Arnold | Ashley Estwanik      |
| 2018  | Ashley Cooper        | Jamie-Lee Wright | Cora Lee Starzomski  |
| 2019  | Caitlin Conyers      | Ashley Couper    | Gabrielle Arnold     |
| 2020  | Caitlin Conyers      | Ashley Couper    | Louise Wells         |
| 2022  | Gabriella Arnold     | Ashley Couper    | Jennifer Lightbourne |

## Juniors Hommes

### Podiums de la course en ligne
| Année | Vainqueur         | Deuxième         | Troisième         |
| ----- | ----------------- | ---------------- | ----------------- |
| 2011  | Tre-Shun Correia  | Dominique Mayho  | Mark Godfrey      |
| 2012  | Mark Godfrey      | Vashon Cann      | Justin Ferreira   |
| 2013  | Deshi Smith       | Justin Ferreira  | Nico Barclay      |
| 2014  | Daniel Oatley     | Justin Ferreira  | Christian Oatley  |
| 2015  | Kaden Hopkins     | Dylan Hill       | Tyler Smith       |
| 2016  | Kaden Hopkins     | Dylan Hill       | Matthew Oliveira  |
| 2017, | Matthew Oliveira  | Conor White      | Nicholas Narraway |
| 2018  | Matthew Oliveira  | Kaden Hopkins    | Nicholas Narraway |
| 2019  | Nicholas Narraway | Tommy Marshall   | Nazarai Fox       |
| 2020  | Nicholas Narraway | Liam Flannery    | Alexander Miller  |
| 2021  | Alexander Miller  | Nicholas Pilgrim | Liam Flannery     |
| 2023  | Cameron Morris    | Jake Smith       | Jackson Langley   |
| 2024  | Jackson Langley   | Dylan Eiselt     | Jens Drea         |
| 2025  | Jackson Langley   | Jacob Wright     | Jens Drea         |

Multi-titrés
- 2 : Kaden Hopkins, Matthew Oliveira, Nicholas Narraway, Jackson Langley

### Podiums du contre-la-montre
| Année | Vainqueur        | Deuxième          | Troisième         |
| ----- | ---------------- | ----------------- | ----------------- |
| 2012  | Daniel Oatley    | Justin Ferreira   | Mark Godfrey      |
| 2013  | Justin Ferreira  | Deshi Smith       | Nathaniel Hartwig |
| 2014  | Daniel Oatley    | Justin Ferreira   | Nathaniel Hartwig |
| 2015  | Matthew Oliveira | Kaden Hopkins     | Dylan Hill        |
| 2016  | Matthew Oliveira | Kaden Hopkins     | Dylan Hill        |
| 2017  | Matthew Oliveira | Kaden Hopkins     | Conor White       |
| 2018  | Matthew Oliveira | Kaden Hopkins     | Nicholas Narraway |
| 2019  | Tommy Marshall   | Keiran Malott     | Nazarai Fox       |
| 2020  | Alexander Miller | Nicholas Narraway | Liam Flannery     |
| 2021  | Liam Flannery    | Alexander Miller  | Nicholas Pilgrim  |
| 2022  | Tommy Marshall   | Cameron Morris    | Thomas Quarterly  |
| 2023  | Jackson Langley  | Cameron Morris    | Thomas Quarterly  |
| 2024  | Jackson Langley  | Dylan Eiselt      | Andrew Thomas     |
| 2025  | Jackson Langley  | Dylan Eiselt      | Gianluca Bortoli  |

Multi-titrés
- 4 : Matthew Oliveira
- 3 : Jackson Langley
- 2 : Daniel Oatley

### Podiums du critérium
| Année | Vainqueur         | Deuxième          | Troisième         |
| ----- | ----------------- | ----------------- | ----------------- |
| 2016  | Dylan Hill        | Alex Pilgrim      | Benjamin Edwards  |
| 2017  | Conor White       | Ziani Burgesson   | Nicholas Narraway |
| 2018  | Nicholas Narraway | Alexander Miller  | Nazarai Fox       |
| 2019  | Alex Pilgrim      | Tommy Marshall    | Keiran Malott     |
| 2020  | Alexander Miller  | Nicholas Narraway | Liam Flannery     |
| 2022  | Cameron Morris    | Tommy Marshall    | Moses Johnson     |

## Juniors Femmes

### Podiums de la course en ligne
| Année | Vainqueur            | Deuxième             | Troisième        |              |
| ----- | -------------------- | -------------------- | ---------------- | ------------ |
| 2011  | Gabriella Arnold     | Kamryn Minors        | Annabella Doyle  |              |
| 2012  | Gabriella Arnold     | Molly Pilgrim        | Kamryn Minors    |              |
| 2013  | Gabriella Arnold     | Kamryn Minors        | Victoria Davis   |              |
| 2014  | Gabriella Arnold     | Victoria Davis       | Tristan Narraway |              |
| 2015  | Alyssa Rowse         | Tristan Narraway     | Cassandra McPhee |              |
| 2016  | Alyssa Rowse         | Cassandra McPhee     |                  |              |
| 2017, | Alyssa Rowse         | Cassandra McPhee     |                  |              |
| 2018  | Non attribué         | Non attribué         | Non attribué     | Non attribué |
| 2019  | Zoe Hasselkuss       | Megan Hands          | Liana Medeiros   |              |
| 2020  | Liana Medeiros       | Jasmin Hasselkuss    | Zoe Hasselkuss   |              |
| 2021  | Liana Medeiros       | Charlotte Millington |                  |              |
| 2023  | Annabelle Miller     | Charlotte Millington | Skye Ferguson    |              |
| 2024  | Charlotte Millington | Carina Bortoli       | Skye Ferguson    |              |
| 2025  | Charlotte Millington | Naomi MacGuinness    | Skye Ferguson    |              |

Multi-titrées
- 4 : Gabriella Arnold
- 3 : Alyssa Rowse
- 2 : Liana Medeiros, Charlotte Millington

### Podiums du contre-la-montre
| Année | Vainqueur            | Deuxième         | Troisième        |
| ----- | -------------------- | ---------------- | ---------------- |
| 2012  | Gabriella Arnold     | Kamryn Minors    | Victoria Davis   |
| 2013  | Gabriella Arnold     | Kamryn Minors    | Alyssa Rowse     |
| 2014  | Gabriella Arnold     | Victoria Davis   | Erica Hawley     |
| 2015  | Alyssa Rowse         | Tristan Narraway | Cassandra McPhee |
| 2016  | Alyssa Rowse         | Cassandra McPhee | Tristan Narraway |
| 2017  | Alyssa Rowse         | Cassandra McPhee |                  |
| 2018  | Alyssa Rowse         |                  |                  |
| 2019  | Zoe Hasselkuss       | Liana Medeiros   | Megan Hands      |
| 2020  | Liana Medeiros       | Zoe Hasselkuss   |                  |
| 2021  | Liana Medeiros       |                  |                  |
| 2022  | Charlotte Millington |                  |                  |
| 2023  | Annabelle Miller     | Thomas Quarterly | Skye Ferguson    |
| 2024  | Charlotte Millington | Skye Ferguson    | Carina Bortoli   |
| 2025  | Charlotte Millington | Skye Ferguson    |                  |

Multi-titrées
- 4 : Alyssa Rowse
- 3 : Gabriella Arnold, Charlotte Millington
- 2 : Liana Medeiros

### Podiums du critérium
| Année | Vainqueur        | Deuxième             | Troisième   |
| ----- | ---------------- | -------------------- | ----------- |
| 2016  | Alyssa Rowse     |                      |             |
| 2017  | Cassandra Mcphee |                      |             |
| 2018  | Zoe Hasselkuss   | Liana Medeiros       | Megan Hands |
| 2019  | Liana Medeiros   |                      |             |
| 2022  | Annabelle Miller | Charlotte Millington |             |